# Opostega accessoriella
Opostega accessoriella is een vlinder uit de familie van de oogklepmotten (Opostegidae). De wetenschappelijke naam van de soort is voor het eerst geldig gepubliceerd in 1876 door Frey & Boll.